# Antonio Juliano
Antonio Juliano (født 26. december 1942 i Napoli, Italien, død 13. december 2023) var en italiensk fodboldspiller (midtbane).
Juliano blev europamester med Italiens landshold ved EM 1968 på hjemmebane, og spillede to af italiernes tre kampe i turneringen. I alt nåede han at spille 18 kampe for landsholdet, og han deltog også ved både VM 1966 i England, VM 1970 i Mexico og VM 1974 i Vesttyskland.
På klubplan repræsenterede Juliano i hele 16 år SSC Napoli i sin fødeby. Han vandt en enkelt gang pokalturneringen Coppa Italia med klubben. Han stoppede karrieren efter et enkelt år hos Bologna FC.